# Sereno Watson
Pour les articles homonymes, voir Watson.
Sereno Watson est un botaniste américain, né le 1er décembre 1826 à East Windsor dans le Connecticut et décédé le 9 mars 1892 à Cambridge dans le Massachusetts.

## Biographie
Watson grandit dans une ferme du Connecticut. Diplômé à l’université Yale en 1847, il exerce divers emplois. En 1866 et 1867, il étudie, à l’école scientifique Sheffield de Yale, la biologie et la minéralogie. Il part alors en Californie. Il participe à l’expédition géologique de Clarence King (1842-1901) sur le 40e de latitude. Le botaniste de l’expédition, William Whitman Bailey (1843-1914), tombe malade, aussi Watson le remplace. Son rapport de botanique est d’un haut niveau de qualité malgré l’absence de formation dans cette discipline. Asa Gray (1810-1888) est tellement enthousiasmé qu’il lui offre un poste d’assistant à l’herbier Gray. Il y occupe un poste de conservateur de 1874 à sa mort, en 1892.
Sa nièce est la photographe Edith Watson (1861-1943).

## Liste partielle des publications
- Botany, in Report of the geological exploration of the 40th parallel made... by Clarence King, 1871

## Source
- Traduction de l'article de langue allemande de Wikipédia (version du 20 janvier 2008).